# Barbican de Vieillot
Lybius vieilloti
Espèce
Statut de conservation UICN

 LC  : Préoccupation mineure
Le Barbican de Vieillot (Lybius vieilloti) est une espèce d'oiseaux de la famille des Lybiidae. 
Le nom scientifique et le nom français normalisé (CINFO) de cette espèce rendent hommage à l'ornithologue français Louis Jean Pierre Vieillot.

## Répartition
L'aire de répartition de cet oiseau s'étend sur la Mauritanie, le Sénégal, la Gambie, le Mali, le Niger, le Burkina Faso, la Guinée-Bissau, la Guinée, la Sierra Leone, le Liberia, la Côte d'Ivoire, le Ghana, le Togo, le Bénin, le Nigeria, le Cameroun, le Tchad, la République centrafricaine, la République démocratique du Congo, le Soudan, l'Éthiopie et l'Érythrée.

## Sous-espèces
Cet oiseau est représenté par trois sous-espèces :
- Lybius vieilloti buchanani Hartert, 1924 ;
- Lybius vieilloti rubescens (Temminck, 1823) ;
- Lybius vieilloti vieilloti (Leach, 1815).